# Paul Knötel

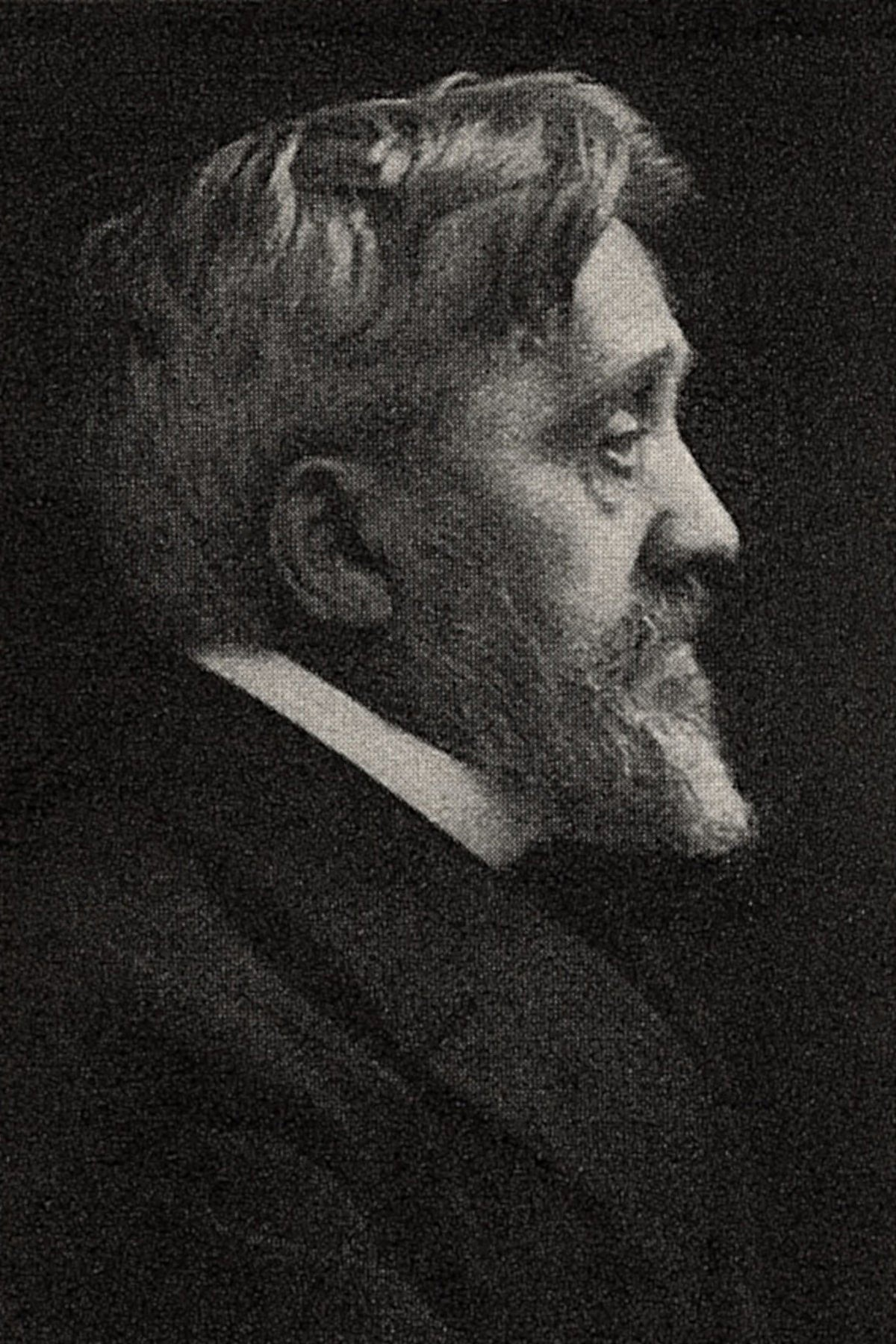
Paul Knötel

Paul Knötel (* 2. Dezember 1858 in Glogau, Provinz Schlesien; † 15. März 1934) war ein deutscher Gymnasiallehrer und Landeshistoriker.

## Leben
Als Sohn des Schriftstellers Augustin Knötel besuchte Paul Knötel das katholische Gymnasium Glogau. Nach dem Abitur studierte er an der Universität Breslau Geschichte und Erdkunde. Er bestand 1885 die Lehramtsprüfung und leistete das Probejahr an seiner früheren Schule ab. Dort war er von Herbst 1886 bis zum 1. Juni 1894 wissenschaftlicher Hilfslehrer. 1890 wurde er von der Universität Jena zum Dr. phil. promoviert. Von Glogau kam er nach Kattowitz und an die Realgymnasien in Reichenbach und Tarnowitz. An der Tarnowitzer Schule wurde er als Oberlehrer angestellt. Zuletzt wurde er nach Kattowitz berufen. Zum 1. April 1920 trat er in den Ruhestand.
Zahlreiche Aufsätze von ihm erschienen in der Zeitschrift des Vereins für Geschichte und Altertum Schlesiens, in Schlesiens Vorzeit in Bild und Schrift, in der von Ezechiel Zivier herausgegebenen Vierteljahrsschrift für Geschichte und Heimatkunde der Grafschaft Glatz, in der von ihm selbst herausgegebenen Monatsschrift Oberschlesien, in Der Wanderer im Riesengebirge, in der Zeitschrift für Heraldik, Sphragistik und Genealogie, der Zeitschrift für den deutschen Unterricht, der von Ernst Wachler herausgegebenen Deutschen Zeitschrift, der von Hettler herausgegebenen Zeitschrift für den geschichtlichen Unterricht und im Pädagogischen Archiv.

## Werke
- mit R. Scholz: Glogau. Ein Führer durch Stadt und Kreis. Flemming, Glogau o. J.
- Die Städtewappen Oberschlesien. Mit 61 Abbildungen. Tarnowitz 1894.[4]
- Bilderatlas zur deutschen Geschichte. Velhagen & Klasing, Bielefeld und Leipzig 1895.
- Illustrierte allgemeine Kunstgeschichte im Umriß. Spamer, Leipzig 1902.
- Bürgerliche Heraldik. Mit 17 Abbildungen. Tarnowitz 1902; 2. Aufl. Kothe, Tarnowitz 1903.[4]
- Im Kampf um die Heimat. Eine Geschichte aus schweren Tagen. Siwinna, Kattowitz 1904.